# Agnete Olsen
Agnete Ebba Olsen, født Bing (22. juli 1905 i København – 21. oktober 1990 sammesteds) var en dansk-jødisk kommunist og kvinderetsforkæmper, søster til Jens Bing og moder til den senere bolig- og justitsminister Erling Olsen, arkæolog og direktør for Nationalmuseet Olaf Olsen og bankdirektøren Sverre Olsen.

## Ægteskab med Albert Olsen
Hun var datter af overlæge, dr.med. Herman Jacob Bing (1871-1966) og Ebba Henriques (1885-1974) og tilhørte således to kendte jødiske slægter. Hun blev arkitektstuderende, men hendes karriereforløb blev ændret, da hun ved et nordisk studentermøde i Oslo 1925 faldt for den noget ældre historiker og journalist Albert Olsen. Mod sine forældres ønske giftede Agnete Bing sig borgerligt med Albert Olsen den 23. juli 1926 i Helsingør efter at været stukket af hjemmefra. Hun fik tre børn, alle drenge, og i mellemtiden skrev ægtefællen disputats, blev docent ved Aarhus Universitet 1930 og professor ved Københavns Universitet 1937.
Agnete Olsen blev inddraget både i Albert Olsens videnskabelige arbejde og hans politiske arbejde som socialdemokrat på den yderste venstrefløj. Fra 1940 var Albert Olsen formand for Dansk-russisk Samvirke, og parret blev kendt for at være tilhængere af udviklingen af socialismen i Sovjetunionen. I 1943 måtte familien med de jødiske rødder flygte til Sverige, hvor den blev krigen ud.
Parret drog i 1946 på en to måneder lang studierejse til Sovjetunionen, hvilket resulterede i Agnete Olsens bog fra 1947 Fra Moskva til Ararat, hvor hun skildrer det store land. Bogens hovedpointe var, at de sovjetiske kvinder havde opnået en ligestillet position i arbejdslivet, men at kvinderne stadig bar en dobbelt arbejdsbyrde, fordi de sociale institutioner endnu var mangelfulde.
I 1949 døde Albert Olsen uventet, og Agnete Olsen måtte fortsætte sit politiske virke alene.

## Danmarks Demokratiske Kvindeforbund
I 1948 tog en gruppe anført af Agnete Olsen initiativ til at oprette Danmarks Demokratiske Kvindeforbund (DDK), som var en dansk aflægger af Fédération Démocratique Internationales des Femmes (Kvindernes Demokratiske Verdensforbund), der var dannet 1945 af tidligere franske modstandskvinder. Agnete Olsen blev organisationens første formand, og som medarbejdere i bestyrelsen fik hun bl.a. Ellen Hørup, Valfrid Palmgren Munch-Petersen og Inger Merete Nordentoft.
DDK's program var en blanding af socialistiske mærkesager, bl.a. modstand mod fascismen, og sociale og kvindesaglige spørgsmål som fx ligeløn, udvidet adgang til abort og bedre forhold for børnefamilier. Dansk Kvindesamfund (DK) tog afstand fra den nye organisation, der blev betragtet som "et instrument for kommunistisk politik". DK var især bekymret over organisationens positive holdning til udviklingen i Østeuropa. Samtidig var DDK en konkurrent, som rekrutterede aggressivt både i de sociale mellemklasser og blandt arbejderklassens kvinder. Frem til 1952 oprettede DDK i alt 25 københavnske afdelinger og seks provinsafdelinger, og væksten fortsatte i de følgende år. DDK var især aktiv i internationale fredsmanifestationer, fx indsamledes i 1950 underskrifter på den såkaldte Stockholm-appel, der krævede forbud mod atomvåben.
Med Agnete Olsen som formand, var hun ofte på rejse. Kort efter oprettelsen af den danske afdeling deltog hun i den internationale organisations kongres i Budapest. 1950 blev hun som deltager i en europæisk fredsdelegation arresteret og udvist af Holland. Året efter rejste hun med en kvindedelegation til Sovjetunionen, og hendes efterfølgende indtryk fra rejsen, hvor hun betonede den sociale tryghed og ligestilling mellem kønnene, var præget af naiv begejstring. Hun var 1950-53 den første redaktør af DDK's månedsblad Vi kvinder, der med en alsidig blanding af freds- og kvindestof, rejsereportager og interview samt mad- og strikkeopskrifter søgte at nå et bredt publikum. Oplaget lå i perioder på over 7.000 eksemplarer.
Agnete Olsen gik af som formand for DDK i 1952 på grund af sygdom og blev afløst af Ruth Hermann. Hun var dog stadig aktiv i DDK, og i 1953 udgav hun på basis af sine rejseoplevelser bogen Gensyn med Østeuropa. I 1987 blev Agnete Olsen sammen med tre andre pionerer udnævnt til æresmedlemmer af DDK.
Der findes et portrætmaleri fra 1930 af O.V. Borch i privateje.

## Privatliv
Olsen var datter af overlæge, dr.med. Herman Jacob Bing (1871-1966) og Ebba Henriques (1885-1974). Hun havde en lillebror, Jens Bing, der var født i 1906.
I ægteskabet med Albert Olsen indgået i 1926 fik hun tre børn. Erling Olsen (1927-2011), Olaf Olsen (1928-2015) og Sverre Olsen (født 1930).